# Naghima Aitchoschina
Naghima Äbenqysy Aitchoschina (kasachisch Нағима Әбенқызы Айтхожина; russisch Нагима Абеновна Айтхожина Nagima Abenowna Aitchoschina; * 22. Februar 1946 in Petropawlowsk; † 10. November 2020 in Alma-Ata) war eine sowjetische bzw. kasachische Mikrobiologin.

## Leben
Aitchoschina studierte in Alma-Ata an der Kasachischen Universität mit Abschluss 1969. Es folgte die Aspirantur in Moskau am Institut für Molekularbiologie (Direktor Wladimir Engelhardt) der Akademie der Wissenschaften der UdSSR (AN-SSSR, seit 1991 Russische Akademie der Wissenschaften (RAN)).
Ab 1973 arbeitete Aitchoschina als wissenschaftliche Mitarbeiterin im Institut für Botanik der Akademie der Wissenschaften der Kasachischen Sozialistischen Sowjetrepublik (AN KasSSR, seit 1991 Akademie der Wissenschaften der Republik Kasachstan (AN RK)). Sie verteidigte 1974 am Moskauer Institut für Biologie und Medizinische Chemie der Akademie der Medizinischen Wissenschaften der UdSSR ihre Dissertation über mRNA-enthaltende Ribonukleoprotein-Teilchen mit Erfolg für die Promotion zur Kandidatin der biologischen Wissenschaften. 1978 wurde ihr 7 Jahre älterer Bruder Murat Aitchoschin Direktor des Instituts für Botanik.
Unter Beteiligung Murat Aitchoschins wurde 1983 das Institut für Molekularbiologie und Biochemie der AN KasSSR gegründet, dessen Direktor er dann bis zu seinem frühen Tod 1987 war. Aitchoschina wechselte 1983 in dieses Institut und wurde 1988 dessen Direktorin (bis 2019). Im selben Jahr verteidigte sie am Moskauer Institut für Molekularbiologie ihre Doktor-Dissertation über Alkaloide als Inhibitoren der Makromolekül-Biosynthese mit Erfolg für die Promotion zur Doktorin der biologischen Wissenschaften. 1994 wurde sie Mitglied der New York Academy of Sciences. Die Ernennung zur Professorin erfolgte 1995. Im selben Jahr wurde sie Korrespondierendes Mitglied der AH RK. Von 1999 bis 2002 war sie Präsidentin der AN RK als Nachfolgerin Wladimir Schkolniks. Ihr Nachfolger war dann Serikbek Däukejew. 2003 wurde sie Vollmitglied der AN RK.
Aitchoschinas Forschungsschwerpunkte waren die Molekulare Biotechnologie in der Biomedizin und in Pflanzen und die Ethnogenese von Menschen und Pflanzen. Sie organisierte das erste Genom-Laboratorium. Unter ihrer Leitung wurden 2500 Jahre alte mumifizierte Materialien von Pferden und Menschen aus dem Kurgan beim Dorf Berel in Ostkasachstan molekulargenetisch analysiert.

## Ehrungen, Preise
- Orden Parasat (2001)[3]
- kasachischer Barys-Orden (Pantherorden) III. Klasse (2011)[3]